# Episodi di Peter Strohm (prima stagione)
La prima stagione della serie televisiva Peter Strohm è stata trasmessa in anteprima in Germania da ARD tra il 4 gennaio 1989 e il 10 aprile 1989.
| nº | Titolo originale                      | Titolo italiano          | Prima TV Germania | Prima TV Italia |
| -- | ------------------------------------- | ------------------------ | ----------------- | --------------- |
| 0  | Tod eines Freundes                    |                          | 4 gennaio 1989    |                 |
| 1  | Die sieben Monde des Jupiter          | Le sette lune di Giove   | 9 gennaio 1989    |                 |
| 2  | Noch drei Minuten bis Himmelfahrt     | L'attentato              | 16 gennaio 1989   |                 |
| 3  | Es muß doch mehr als alles geben      |                          | 23 gennaio 1989   |                 |
| 4  | Die Mondscheinmänner                  |                          | 30 gennaio 1989   |                 |
| 5  | Damenopfer                            | Scacco alla regina       | 6 febbraio 1989   |                 |
| 6  | Heißer Schmuck                        | Giocattoli di morte      | 13 febbraio 1989  |                 |
| 7  | Der Mohr hat seine Schuldigkeit getan |                          | 20 febbraio 1989  |                 |
| 8  | Rendesvous in Berlin                  |                          | 6 marzo 1989      |                 |
| 9  | Der zweite Mann                       | Il complice              | 13 marzo 1989     |                 |
| 10 | Das blaue Wunder                      | La meraviglia blu        | 20 marzo 1989     |                 |
| 11 | Grüne Brigade                         | Contagio                 | 27 marzo 1989     |                 |
| 12 | Reihe 7, Grab 4                       | Il ricatto               | 3 aprile 1989     |                 |
| 13 | Fracht für Mailand                    | L'autostrada della paura | 10 aprile 1989    |                 |